# Maison Novaković à Kraljevo
La maison Novaković à Kraljevo (en serbe cyrillique : Кућа Новаковића у Краљеву ; en serbe latin : Kuća Novakovića u Kraljevu) se trouve à Kraljevo et dans le district de Raška, en Serbie. Elle est inscrite sur la liste des monuments culturels protégés de la République de Serbie (identifiant no SK 2198),.

## Présentation

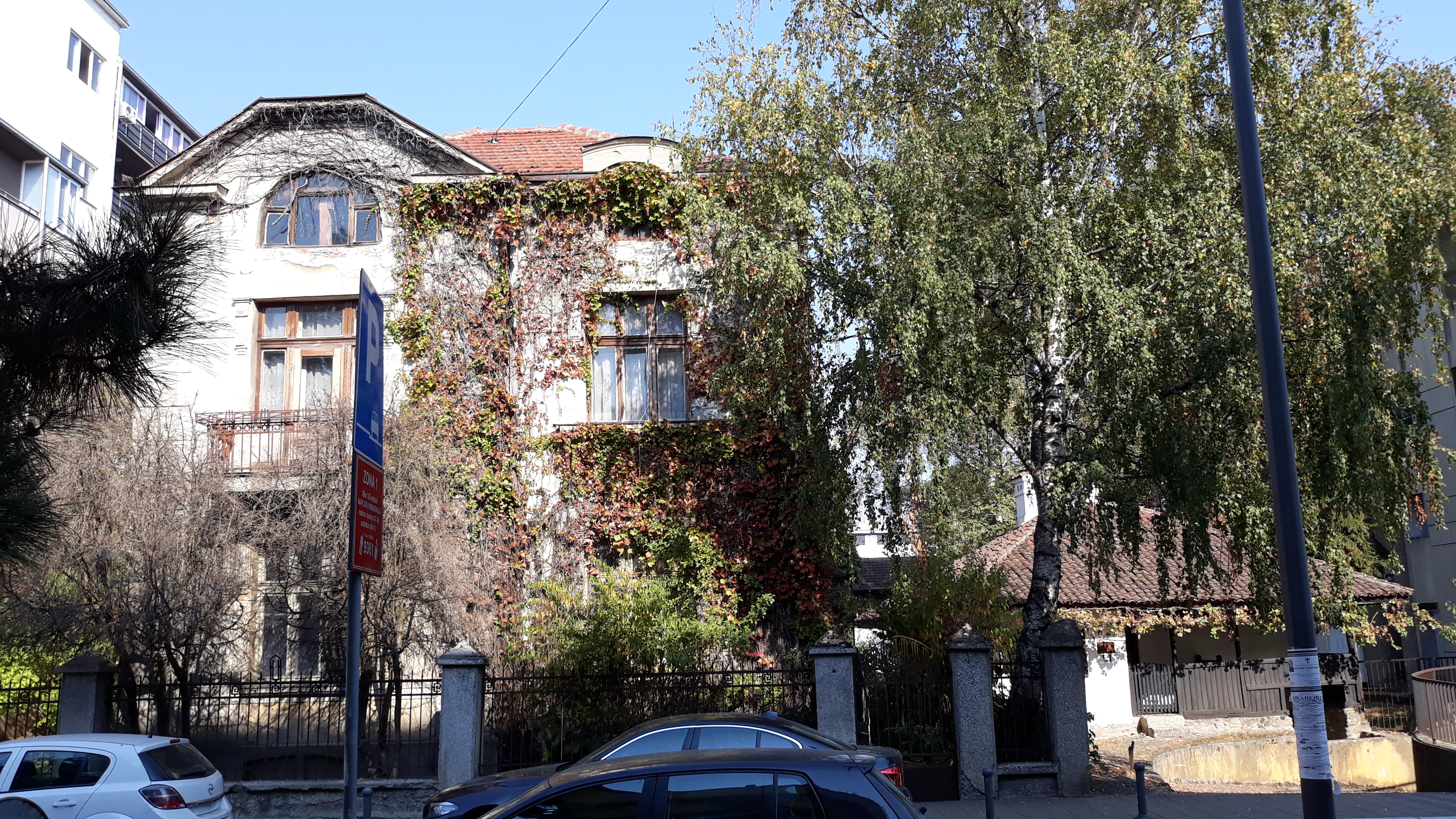
Autre vue de la maison.

La maison, située 37 rue Cara Dušana, a été construite en 1928 pour les descendants du riche marchand et président de la municipalité Jovan Novaković ; par son style, elle ressemble aux villas de Vrnjačka Banja, une station thermale proche de Kraljevo.
L'entrée principale du bâtiment s'effectue par la cour du côté sud-est ; on y accède par un escalier en pierre à une seule volée muni d'une rambarde en fer forgé. Les façades sont décorées d'éléments décoratifs en plâtre ; côté cour, la loggia et le balcon sont dotés de balustres.
L'intérieur est divisé en trois parties, selon la destination des pièces. La partie représentative, avec des salons au rez-de-chaussée et des chambres avec balcon à l'étage donne sur la rue ; la cuisine, la salle à manger et la buanderie, sous lesquelles se trouvent un sous-sol, sont orientées vers la cour ; le hall d'entrée et son escalier forment la troisième partie de la maison.

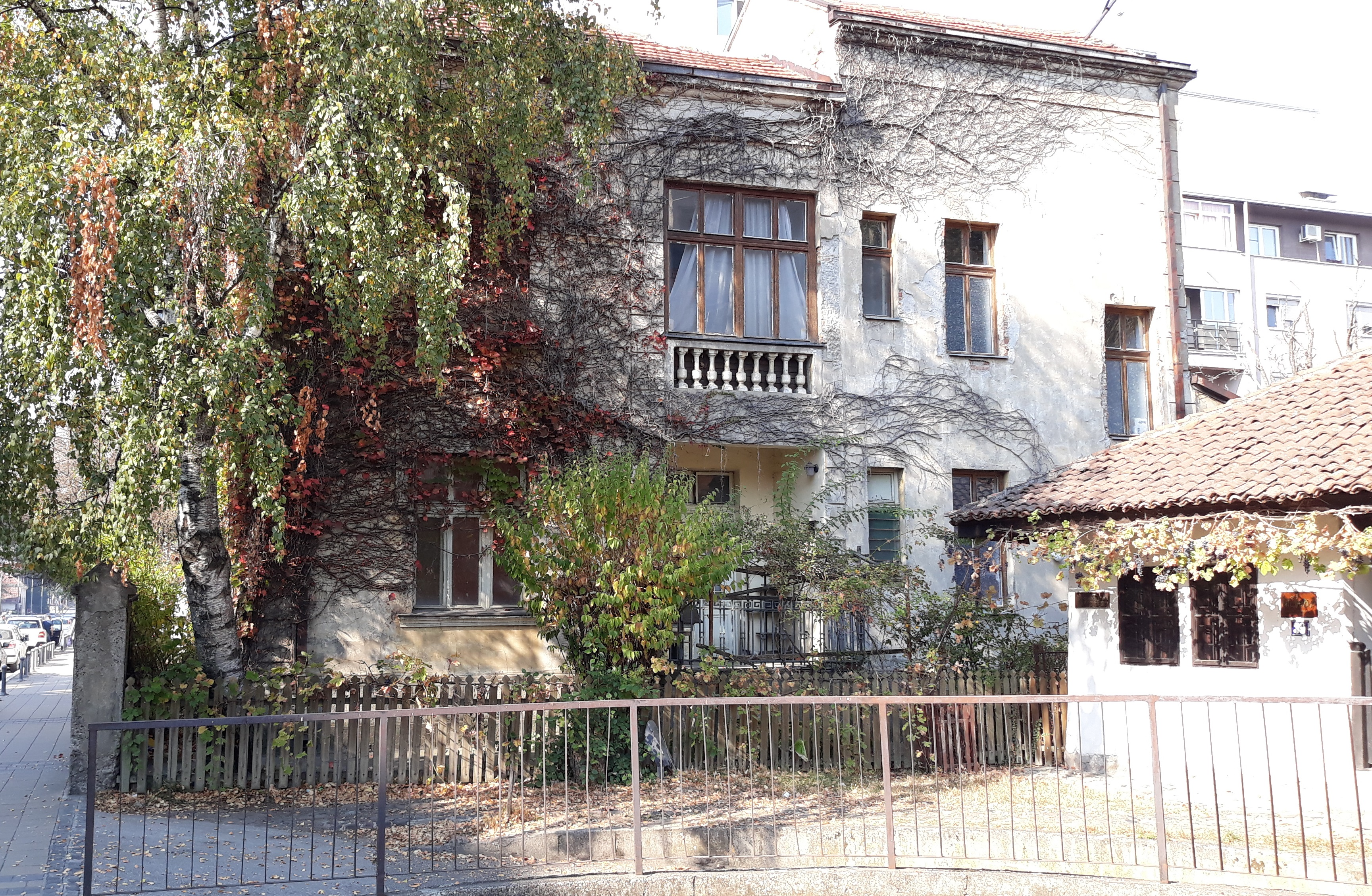
La façade sur cour.